# English Park
L'English Park è uno stadio di Christchurch, Nuova Zelanda. Ospita le partite di calcio casalinghe del Canterbury United.
Lo stadio può contenere circa 9 000 spettatori.